# 東北地域本社色
東北地域本社色（とうほくちいきほんしゃしょく）は、東日本旅客鉄道（JR東日本）が定めた車両塗装名称である。

## 概要

### 気動車

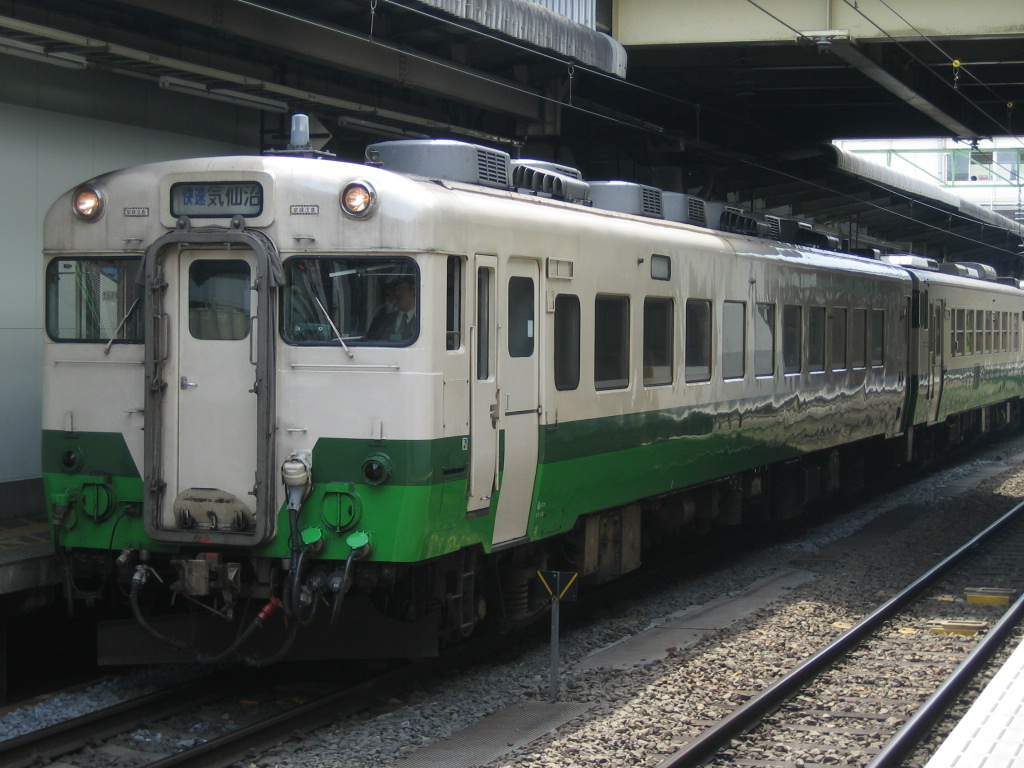
東北地域本社色

当初は小牛田運輸区所属の気動車で導入されたことから「小牛田色」とも呼ばれていたが、東北本線・利府支線で同区所属のキハ40系気動車が運用されて以降、東北地域本社色と呼称された。
小牛田運輸区・郡山総合車両センター会津若松派出所に所属する国鉄形気動車の標準的な塗装で、クリーム色と緑に上下二分割され、中心に濃緑のラインが入る塗装である。
只見線定期列車、石巻線・気仙沼線系統では南三陸号と間合い運用を除いた列車に投入される国鉄形気動車に施工された。

#### 施工車両
小牛田運輸区・郡山車両センター会津若松派出所在籍の国鉄形気動車（過去に在籍した車両を含む）
- キハ40形500・1000・2000番台  - 小湊鉄道譲渡後も元キハ40 2026のキハ40-2が継続使用。
- キハ48形500・1500番台
- キハ58形
- キハ28形
- キハ23形500番台
- キハ53形200番台
- キハ52形100番台
- キハ110系[1]
- キハE120形 - 只見線のキハ40系の置き換え用として新津運輸区から転属に伴い、これに準拠した塗装に変更された。

### 電車

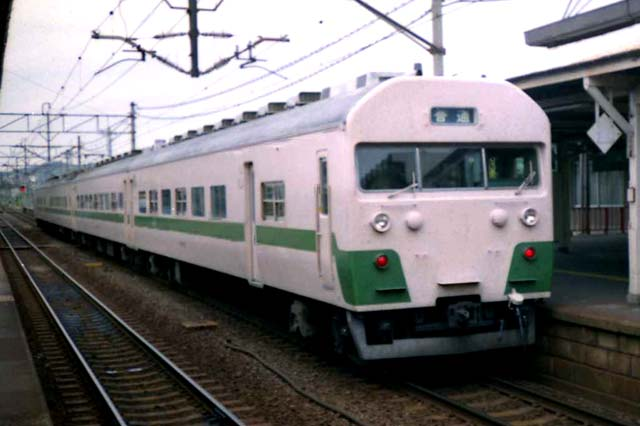
715系1000番台

国鉄分割民営化直前から仙台運転所（現・仙台車両センター）に配置された715系電車1000番台で採用されたクリーム1号の地に緑14号の帯塗装がある。後に同所所属の417系・455系・457系・717系の各電車にも施工されたが、仙台都市圏の列車愛称から「グリーンライナー色」と呼ばれる。